# Zgrupowanie nr 2 Okręgu Wilno Armii Krajowej
Zgrupowanie nr 2 Okręgu Armii Krajowej Wilno – oddziały bojowe Wileńskiego Okręgu Armii Krajowej.
Dowódcą Zgrupowania był mjr Mieczysław Potocki „Węgielny”.
Jego żołnierze brali udział w działaniach zbrojnych Akcji Burza w Okręgu Wilno.
Koncentracja Zgrupowania nastąpiła 20 czerwca 1944 r. w rejonie Bujki – Barany. Zebrały się Brygady 1, 4, 23 i „Żejmiana” oraz oddziały specjalne. 24 Brygada pozostała chwilowo w obwodzie brasławskim w celu uzupełnienia stanu.

## Formowanie zgrupowania
W kwietniu 1944 na podstawie rozkazu organizacyjnego Komendy Okręgu „Wiano” utworzono na terenie inspektoratów A, BC i F Zgrupowania Armii Krajowej Okręgu Wileńskiego. Dowódcą Zgrupowania nr 2 na terenie inspektoratu BC Okręgu Wilno Armii Krajowej został mjr Mieczysław Potocki ps. „Węgielny”.
W skład Zgrupowania nr 2 weszły brygady i oddziały partyzanckie znajdujące się na terenie inspektoratu BC, z wyjątkiem 5 Brygady „Łupaszki”, która miała odejść do inspektoratu A na wymianę z 1 Brygadą „Wileńską”.
Szef sztabu zgrupowania opracował projekt obsady personalnej sztabu, a dowódcy brygad mieli wykonać jednej lub dwie akcji bojowych całością brygady lub znaczną jej częścią. Celem tych akcji miało być zgranie oddziałów, dywersja, uzupełnienie amunicji i zdobycie sprzętu wojennego. Pod koniec maja zgrupowanie liczyło ewidencyjnie 2570 żołnierzy, a faktycznie ponad 3000.

## Działania zgrupowania
20 czerwca nastąpiła koncentracja polskich oddziałów partyzanckich podległych dowódcy 2 Zgrupowania mjr. „Węgielnemu”. 23 Brygada „Ostrogi” stawiła się na nim.
21 czerwca dowódca Zgrupowania przeprowadził siłami wydzielonych plutonów 4 i 23 Brygady oraz oddziału leśnego „Żejmiana” akcję na pociąg towarowy na linii kolejowej Postawy-Podbrodzie.
Pociąg wiózł zarekwirowane bydło i konie w głąb Niemiec. Został wykolejony przez partyzantów w okolicach Łokocian. Po zatrzymaniu się wagonów nastąpił atak na całej długości pociągu. Akcja trwała kilka minut i zakończyła się całkowitym zwycięstwem polskich partyzantów. Straty nieprzyjaciela wynosiły: 2 zabitych, kilku rannych, 14 jeńców. Straty własne: zginął por. Marian Kisielewicz „Ostroga”, dowódca 23 Brygady. Nowym dowódcy 23 Brygady został mianowany por. Witold Kisiel „Swiatołdycz” pośmiertnie awansowany na stopień rotmistrza.
W dniach 25–27 czerwca 2 Zgrupowanie wykonało rajd na tereny położone wzdłuż granicy polsko-litewskiej, rozpoczynając od jezior sużańskich w kierunku na Inturki. Rajd miał zademonstrować obecność sił polskich na tym terenie. Nie miał on na celu przeprowadzenia pacyfikacji czy odwetu.
Bezpośredni uczestnik rajdu, Henryk Sipowicz-Bogowski ps. „Farys” tak wspomina:

2 Zgrupowanie, poruszając się trasą od jezior sużańskich do Inturek, penetrowało wsie litewskie, poszukując policjantów litewskich, szaulisów i agentów Saugumy. Stosunek mieszkańców wsi polskich do oddziałów AK był bardzo przychylny i życzliwy. Policjanci litewscy wycofywali się w panice przed partyzantami. Po wkroczeniu do wsi zwykle wołano sołtysa i pytano o mieszkańców wsi, obserwując go bacznie, gdy padało pytanie o Saugumę, litewskich policjantów czy szaulisów. Gdy było coś podejrzanego w odpowiedziach sołtysa, dokonywano przeglądu wszystkich chałup i pomieszczeń gospodarskich. Podczas wykonywania tego rajdu brygada rozstrzelała jednego agenta Saugumy i uciekającego właściciela zagrody, który przechowywał tego agenta. Spalono jedną stodołę prześladowcy Polaków, który uciekł przed polskimi oddziałami. Odnotować należy, że podczas trzydniowego rajdu oddziały polskie nie napotkały załóg niemieckich.

W okresie kwiecień-czerwiec 1944 w strukturze Zgrupowania działały: 4 i 5 Brygady, OL-85, 23 Brygada, 24 Brygada, oddział „Żejmiana” oraz 1 Brygada „Juranda”. Ta ostatnia weszła pod rozkazy dowódcy Zgrupowania od czerwca 1944. 5 Brygada „Łupaszki” w maju 1944 odeszła do I Zgrupowania. W tym okresie 4 i 5 Brygady przeprowadziły 7 akcji, w tym 5 starć i potyczek z oddziałami niemieckimi (Worniany, stacja Pohulanka, Bołosza, zasadzka na burmistrza m. Świr, przejście przez trakt Stefana Batorego między Ławaryszkami i Michaliszkami); 1 akcja przeciw oddziałom litewskim (Janiszki); 1 akcja przeciw partyzantom sowieckim (Kotłówka).
OL-85 przeprowadził w tym okresie 6 akcji, w tym: 1 przeciw oddziałom niemieckim (Klausy); 3 akcje przeciw oddziałom litewskim (Gajdy, dwukrotnie Rymszany); 2 akcje przeciw partyzantom sowieckim (Ostaniowce, Marcebolino).
23 Brygada miała w tym okresie 6 akcji, w tym: 3 akcje przeciw oddziałom litewskim (Czeboreki, Rymszany, Nowe Daugieliszki); 2 akcje z białoruską policją (Opsa, Różowo); 1 akcja z oddziałem łotewskim (Czyżuliszki). Brygada nie miała starć z oddziałami niemieckimi i partyzantką sowiecką.
Oddział „Żejmiana” w tym okresie przeprowadził samodzielnie 3 akcje: 1 akcja przeciw oddziału niemieckiemu (tartak w Podbrodziu); 1 akcja przeciw samoobronie litewskiej (Szyszniszki); 1 akcja przeciw obławie niemiecko-litewskiej (Kuśliszki).
1 Brygada po przybyciu na teren II Zgrupowania przeprowadziła 3 akcje, w tym 2 akcje przeciw oddziałom litewskim (Komorowszczyzna i Kotłówka); 1 akcja przeciw oddziałom niemieckim (Olszewo).
Ogółem na tym terenie w okresie kwiecień-czerwiec 1944 roku przeprowadzonych zostało 27 akcji, w tym 10 przeciw oddziałom niemieckim, 10 przeciw oddziałom litewskim, 3 z oddziałami partyzantki sowieckiej, 2 z policją białoruską, 1 potyczka z oddziałem łotewskim i jeden rajd na Litwę. 23 akcje zakończyły się sukcesem polskich partyzantów, 3 akcje były nieudane (pociąg na stacji Pohulanka, Rymszany dwukrotnie); 1 akcja zakończyła się klęską polskiego oddziału (Marcebolino).
Działania zgrupowania w czasie Akcji „Burza”
Na początku lipca 1944 zgrupowanie składało się z 6 oddziałów: 1, 4, 23 i 24 brygad, oddziału „Żejmiana” i oddziału „Frycza”.
Akcję „Burza” na terenie Inspektoratu BC Okręgu Wilno Armii Krajowej rozpoczął 1 lipca z własnej inicjatywy dowódca Zgrupowania mjr Mieczysław Potocki ps. „Węgielny” stacjonujący wtedy wraz ze swoim sztabem w Oszmianach.
1 Brygada miała działać na liniach komunikacyjnych od Santoki do Podbrodzia, a 24 Brygada samodzielnie w obwodzie brasławskim i dokonać dywersji na węzłach komunikacyjnych Widzę i Opsa. Pozostałe brygady i samodzielne oddziały zgrupowania przemieściły się na odcinki szos Michaliszki–Świr–Postawy oraz Święciany–Podbrodzie.
2 lipca w czasie przejścia zgrupowania przez szosę Święciany – Podbrodzie zorganizowano zasadzkę na kolumnę samochodów niemieckich w okolicach Szakien. Do działania dowódca zgrupowania użył dwóch plutonów 23 Brygady i jednego 4 Brygady.
Była to kolumna wycofujących się żołnierzy niemieckich wraz z administracją Gebietskomisariatu Głębokie. Liczyła 15 samochodów plus dwa motocykle i około 80 uzbrojonych ludzi.
W walce jeden z plutonów 23 Brygady wiązał nieprzyjaciela czołowo, pluton „Bociana” oskrzydlił go z lewej strony, a pluton „Korsarza” z 4 Brygady zamknął go z prawej. Okrążona załoga niemiecka pozostawiła samochody i wycofała się po 20 minutowej walce. Straty nieprzyjaciela wyniosły 5 zabitych, 2 rannych i 10 jeńców, a polskie – 2 rannych, w tym dowódca plutonu „Korsarz”. Zdobyto między innymi 12 samochodów, 1 motocykl, 2 karabiny maszynowe i kilkanaście skrzynek amunicji.
W tym czasie do szosy Michaliszki – Kobylnik doszły patrole sowieckich wojsk zmotoryzowanych. Dowódca zgrupowania zrezygnowałem zatem z akcji „Burza” na tym kierunku, przerzucając ciężar walk na pozostałe.
Około 15.45 5 lipca mjr. „Węgielny” otrzymał rozkaz z Komendy Okręgu „Wiano”, który nakazywał mu przerwanie akcji „Burza” na terenie inspektoratu BC i natychmiastowy przemarsz Zgrupowania nr 2 do północnej części Wilna. Wiązało się to z wykonaniem marszu odległość około 80 kilometrów. Wybrano drogę marszu na północ od Wilii, przez Koreniaty – Kłaczuny – Drużyle do Zielonych Jezior na północ od Wilna.
6 lipca, w czasie przejścia zgrupowania przez szosę Podbrodzie – Wilno koło Drużyl, stoczono walkę z oddziałem niemieckiej piechoty zmotoryzowanej. W czasie walk zdobyto 1 moździerz, 2 karabiny maszynowe, 16 kb i parę skrzynek amunicji. Zginęło 4 partyzantów i 4 zostało rannych. Na miejscu, pod ogniem karabinów maszynowych, operował lekarz Tadeusz Ginko. Za ten czyn odznaczony został Krzyżem Walecznych.
Po walce i nocnym odpoczynku brygada maszerowała dalej. 7 lipca około 17.00 osiągnięto rejon Zielonych Jezior.
Ogółem w ramach akcji „Burza” oddziały 2 Zgrupowania przeprowadziły 14 akcji (1 Brygada – 2 akcje; 4 i 23 Brygady – 7 akcji; 24 Brygada – 2 akcje; „Żejmiana” – 1 akcja plus kilka niustalonych potyczek; oddział „Frycza” – 2 akcje).
Jeszcze 26 czerwca mjr dypl. Teodor Cetys „Sław” i ppłk Zygmunt Blumski „Strychański” przedstawili do zatwierdzenia ppłk. „Wilkowi” plan akcji na Wilno. Rozkaz operacyjny nr 1 „Ostra Brama” zawierał ogólne wytyczne walki o miasto i wycinkowe rozkazy dla oddziałów partyzanckich. Planowano między innymi utworzenie Zgrupowania Bojowego nr 2 „Północ” pod dowództwem mjr. Potockiego „Węgielnego”. Składać się ono miało z 1, 2, 23 i 24 i 36 brygad.
Z relacji mjr. Potockiego „Węgielnego” wynika, że nie otrzymał on rozkazu operacyjnego nr 1 „Ostra Brama”. 5 lipca po południu mjr „Węgielny” otrzymał rozkaz przemarszu w okolice Wilna. Zgrupowanie Bojowe nr 2 po pokonaniu marszem około 80 km przybyło w okolice Zielonych Jezior 7 lipca około 17.00 i nawiązało kontakt z sowiecką 277 Dywizją Strzelecką gen. Gładyszewa. Po nawiązaniu kontaktu Zgrupowanie razem z sowiecką dywizją wyruszyło w stronę Mejszagoły, aby powstrzymać kontrnatarcie niemieckie. 11 lipca w ramach ubezpieczenia północnego kierunku od uderzenia niemieckiego Zgrupowanie Bojowe nr 2 mjr. „Węgielnego” wyzwoliło Mejszagołę i powstrzymało niemieckie kontrnatarcie biorąc do niewoli około 150 żołnierzy niemieckich przy własnych stratach 2 zabitych i 12 rannych

## Skład i obsada personalna
Dowództwo
- dowódca – mjr dypl Mieczysław Potocki ps. „Węgielny”
- adiutant – Józef Kwieciński ps. „Brodzicz”
- szef sztabu – kpt. Jan Drozdowicz ps. „Gerwazy”
- oficer operacyjny – por. Edward Gapik ps. „Roland”
- oficer informacyjny – por. Michał Sielicki ps. „Gil”
- kwatermistrz – por. Józef Witold Ciechanowicz ps. „Żaba”
- szef sanitarny – Tadeusz Glinko ps. „Doktor Jan”
- sędzia – Edmund Wrześniowski ps. „Sawa”
- kapelan – ks. Józef Prejser ps. „Władysław”, „Protazy”

Oddziały
- 1 Wileńska Brygada Armii Krajowej
- 4 Wileńska Brygada Armii Krajowej „Narocz”
- 23 Brasławska Brygada Armii Krajowej
- 24 Brygada Armii Krajowej „Dryświaty”
- 36 Brygada Armii Krajowej „Żejmiana”
- Wileńska Brygada Armii Krajowej „Gozdawa”
- oddział rozpoznawczy – por. Borys Sztark ps. „Ptasznik”[a]
- oddział Kedywu (dołączył 9 lipca) – ppor. Andrzej Święcicki ps. „Frycz”,
- pluton artylerii (haubice zdobyte w dniach 10–11 lipca) – ppor. Wiktor Obolewicz ps. „Tur”
- drużyna łączności – pchor. Jan Kozłowski ps. „Jan”
- pluton saperów – sierż. Antoni Pietkiewicz ps. „Szyszka”
- poczet dowódcy – plut. Marian Jeznach ps. „Amela”